# Grand Prix Formule 1 van China 2015
De Grand Prix Formule 1 van China 2015 werd gehouden op 12 april 2015 op het Shanghai International Circuit. Het was de derde race van het kampioenschap.

## Wedstrijdverslag

### Achtergrond

#### DRS-systeem
Voor het DRS-systeem werden, net zoals in 2014, twee detectiepunten gebruikt. Het eerste meetpunt lag in bocht 12, waarna de achtervleugel op het rechte stuk tussen bocht 13 en 14 open mocht. Het tweede meetpunt lag voor bocht 16 en het DRS-systeem mocht gebruikt worden op het rechte stuk op start-finish. Wanneer een coureur hier binnen een seconde achter een andere coureur reed, mocht hij zijn achtervleugel open zetten op het rechte stuk op start-finish en tussen de tweede en de derde bocht.

### Kwalificatie
Lewis Hamilton behaalde voor Mercedes zijn derde pole position van het jaar en was slechts 42 duizendste van een seconde sneller dan teamgenoot Nico Rosberg. Sebastian Vettel kwalificeerde zich voor Ferrari als derde, voor het Williams-duo Felipe Massa en Valtteri Bottas. Kimi Räikkönen maakte een foutje in zijn snelste ronde, waardoor hij voor Ferrari niet verder kwam dan de zesde plaats. Red Bull-coureur Daniel Ricciardo kwalificeerde zich als zevende, voor de Lotus van Romain Grosjean. De top 10 werd afgesloten door de Sauber-coureurs Felipe Nasr en Marcus Ericsson.

### Race
Nadat de motor van Toro Rosso-coureur Max Verstappen het twee ronden voor het einde van de race begaf en de auto stil viel op het rechte eind na start/finish, werd de race achter de safety car gewonnen door Lewis Hamilton. Teamgenoot Nico Rosberg finishte als tweede. Sebastian Vettel eindigde voor Ferrari als derde voor zijn teamgenoot Kimi Räikkönen en de Williams-coureurs Felipe Massa en Valtteri Bottas. Romain Grosjean behaalde met een zevende plaats zijn eerste punten van het jaar door Felipe Nasr voor te blijven. De top 10 werd afgesloten door Daniel Ricciardo en Marcus Ericsson.
Na afloop van de race kreeg McLaren-coureur Jenson Button een straf van vijf seconden omdat hij enkele ronden voor het einde tegen de Lotus van Pastor Maldonado aanreed. Button verloor hierdoor één plaats aan Toro Rosso-coureur Carlos Sainz jr. Ook Marussia-coureur Roberto Merhi kreeg vijf seconden straf omdat hij te hard reed achter de safety car. Aangezien hij als laatste eindigde, verloor hij geen posities.

## Vrije trainingen
- Er wordt enkel de top 5 weergegeven.

| Vrije training 1 | Pos | No | Coureur          | Constructeur     | Tijd     |
| ---------------- | --- | -- | ---------------- | ---------------- | -------- |
| Vrije training 1 | 1   | 44 | Lewis Hamilton   | Mercedes         | 1:39.033 |
| Vrije training 1 | 2   | 6  | Nico Rosberg     | Mercedes         | 1:39.574 |
| Vrije training 1 | 3   | 5  | Sebastian Vettel | Ferrari          | 1:40.157 |
| Vrije training 1 | 4   | 7  | Kimi Räikkönen   | Ferrari          | 1:40.661 |
| Vrije training 1 | 5   | 12 | Felipe Nasr      | Sauber-Ferrari   | 1:41.012 |
| Vrije training 2 | Pos | No | Coureur          | Constructeur     | Tijd     |
| Vrije training 2 | 1   | 44 | Lewis Hamilton   | Mercedes         | 1:37.219 |
| Vrije training 2 | 2   | 7  | Kimi Räikkönen   | Ferrari          | 1:37.662 |
| Vrije training 2 | 3   | 3  | Daniel Ricciardo | Red Bull-Renault | 1:38.311 |
| Vrije training 2 | 4   | 5  | Sebastian Vettel | Ferrari          | 1:38.339 |
| Vrije training 2 | 5   | 6  | Nico Rosberg     | Mercedes         | 1:38.399 |
| Vrije training 3 | Pos | No | Coureur          | Constructeur     | Tijd     |
| Vrije training 3 | 1   | 44 | Lewis Hamilton   | Mercedes         | 1:37.615 |
| Vrije training 3 | 2   | 6  | Nico Rosberg     | Mercedes         | 1:37.841 |
| Vrije training 3 | 3   | 5  | Sebastian Vettel | Ferrari          | 1:38.313 |
| Vrije training 3 | 4   | 7  | Kimi Räikkönen   | Ferrari          | 1:38.512 |
| Vrije training 3 | 5   | 3  | Daniel Ricciardo | Red Bull-Renault | 1:39.020 |

Testcoureurs:
 Jolyon Palmer (Lotus-Mercedes, P15)

## Kwalificatie
| Pos                 | No | Coureur          | Constructeur         | Q1       | Q2       | Q3       | Grid |
| ------------------- | -- | ---------------- | -------------------- | -------- | -------- | -------- | ---- |
| 1                   | 44 | Lewis Hamilton   | Mercedes             | 1:38.285 | 1:36.423 | 1:35.782 | 1    |
| 2                   | 6  | Nico Rosberg     | Mercedes             | 1:38.496 | 1:36.747 | 1:35.828 | 2    |
| 3                   | 5  | Sebastian Vettel | Ferrari              | 1:37.502 | 1:36.957 | 1:36.687 | 3    |
| 4                   | 19 | Felipe Massa     | Williams-Mercedes    | 1:38.433 | 1:37.357 | 1:36.954 | 4    |
| 5                   | 77 | Valtteri Bottas  | Williams-Mercedes    | 1:38.014 | 1:37.763 | 1:37.143 | 5    |
| 6                   | 7  | Kimi Räikkönen   | Ferrari              | 1:37.790 | 1:37.109 | 1:37.232 | 6    |
| 7                   | 3  | Daniel Ricciardo | Red Bull-Renault     | 1:38.534 | 1:37.939 | 1:37.540 | 7    |
| 8                   | 8  | Romain Grosjean  | Lotus-Mercedes       | 1:38.209 | 1:38.063 | 1:37.905 | 8    |
| 9                   | 12 | Felipe Nasr      | Sauber-Ferrari       | 1:38.521 | 1:38.017 | 1:38.067 | 9    |
| 10                  | 9  | Marcus Ericsson  | Sauber-Ferrari       | 1:38.941 | 1:38.127 | 1:38.158 | 10   |
| 11                  | 13 | Pastor Maldonado | Lotus-Mercedes       | 1:38.563 | 1:38.134 |          | 11   |
| 12                  | 26 | Daniil Kvjat     | Red Bull-Renault     | 1:39.051 | 1:38.209 |          | 12   |
| 13                  | 33 | Max Verstappen   | Toro Rosso-Renault   | 1:38.387 | 1:38.393 |          | 13   |
| 14                  | 55 | Carlos Sainz jr. | Toro Rosso-Renault   | 1:38.622 | 1:38.538 |          | 14   |
| 15                  | 11 | Sergio Pérez     | Force India-Mercedes | 1:38.903 | 1:39.290 |          | 15   |
| 16                  | 27 | Nico Hülkenberg  | Force India-Mercedes | 1:39.216 |          |          | 16   |
| 17                  | 22 | Jenson Button    | McLaren-Honda        | 1:39.276 |          |          | 17   |
| 18                  | 14 | Fernando Alonso  | McLaren-Honda        | 1:39.280 |          |          | 18   |
| 19                  | 28 | Will Stevens     | Marussia-Ferrari     | 1:42.091 |          |          | 19   |
| 20                  | 98 | Roberto Merhi    | Marussia-Ferrari     | 1:42.842 |          |          | 20   |
| 107% tijd: 1:44.327 |    |                  |                      |          |          |          |      |

## Race
| Pos | No | Coureur          | Constructeur         | Rondes | Tijd/Oorzaak uitval | Grid | Punten |
| --- | -- | ---------------- | -------------------- | ------ | ------------------- | ---- | ------ |
| 1   | 44 | Lewis Hamilton   | Mercedes             | 56     | 1:39:42.008         | 1    | 25     |
| 2   | 6  | Nico Rosberg     | Mercedes             | 56     | +0.714              | 2    | 18     |
| 3   | 5  | Sebastian Vettel | Ferrari              | 56     | +2.988              | 3    | 15     |
| 4   | 7  | Kimi Räikkönen   | Ferrari              | 56     | +3.835              | 6    | 12     |
| 5   | 19 | Felipe Massa     | Williams-Mercedes    | 56     | +8.544              | 4    | 10     |
| 6   | 77 | Valtteri Bottas  | Williams-Mercedes    | 56     | +9.885              | 5    | 8      |
| 7   | 8  | Romain Grosjean  | Lotus-Mercedes       | 56     | +19.008             | 8    | 6      |
| 8   | 12 | Felipe Nasr      | Sauber-Ferrari       | 56     | +22.625             | 9    | 4      |
| 9   | 3  | Daniel Ricciardo | Red Bull-Renault     | 56     | +32.117             | 7    | 2      |
| 10  | 9  | Marcus Ericsson  | Sauber-Ferrari       | 55     | +1 ronde            | 10   | 1      |
| 11  | 11 | Sergio Pérez     | Force India-Mercedes | 55     | +1 ronde            | 15   |        |
| 12  | 14 | Fernando Alonso  | McLaren-Honda        | 55     | +1 ronde            | 18   |        |
| 13  | 55 | Carlos Sainz jr. | Toro Rosso-Renault   | 55     | +1 ronde            | 14   |        |
| 14  | 22 | Jenson Button    | McLaren-Honda        | 55     | +1 ronde            | 17   |        |
| 15  | 28 | Will Stevens     | Marussia-Ferrari     | 54     | +2 ronden           | 19   |        |
| 16  | 98 | Roberto Merhi    | Marussia-Ferrari     | 54     | +2 ronden           | 20   |        |
| 17  | 33 | Max Verstappen   | Toro Rosso-Renault   | 52     | Motor               | 13   |        |
| DNF | 13 | Pastor Maldonado | Lotus-Mercedes       | 49     | Remmen              | 11   |        |
| DNF | 26 | Daniil Kvjat     | Red Bull-Renault     | 15     | Motor               | 12   |        |
| DNF | 27 | Nico Hülkenberg  | Force India-Mercedes | 9      | Versnellingsbak     | 16   |        |

## Tussenstanden na de Grand Prix

### Coureurs
| Positie | Nummer | Rijder           | Team              | Punten |
| ------- | ------ | ---------------- | ----------------- | ------ |
| 1       | 44     | Lewis Hamilton   | Mercedes          | 68     |
| 2       | 5      | Sebastian Vettel | Ferrari           | 55     |
| 3       | 6      | Nico Rosberg     | Mercedes          | 51     |
| 4       | 19     | Felipe Massa     | Williams-Mercedes | 30     |
| 5       | 7      | Kimi Räikkönen   | Ferrari           | 24     |

### Constructeurs
| Positie | Team              | Punten |
| ------- | ----------------- | ------ |
| 1       | Mercedes          | 119    |
| 2       | Ferrari           | 79     |
| 3       | Williams-Mercedes | 48     |
| 4       | Sauber-Ferrari    | 19     |
| 5       | Red Bull-Renault  | 13     |